# Cazuza
Agenor Miranda Araújo Neto detto Cazuza (Rio de Janeiro, 4 aprile 1958 – Rio de Janeiro, 7 luglio 1990) è stato un cantautore brasiliano.
Dichiaratamente bisessuale, fu uno dei primi artisti musicali brasiliani a trattare tematiche LGBT nei testi delle canzoni. 

## Biografia
Figlio del produttore discografico João Araújo e di Maria Lúcia Araújo, Cazuza fin da piccolo fu influenzato dalla tradizione della musica brasiliana. Nacque subito in lui una predilezione per le atmosfere drammatiche e malinconiche come quelle di Cartola, Lupicínio Rodrigues, Dolores Duran e Maysa. Cominciò a scrivere testi per brani musicali e poesie già nel 1965.
Nel 1974 ebbe l'occasione di trascorrere una breve vacanza a Londra dove scoprì la musica dei Led Zeppelin, di Janis Joplin e dei Rolling Stones, tutti artisti dei quali diventò presto estimatore.
Nel 1978 Cazuza si iscrisse all'università, ma abbandonò il corso di giornalismo dopo tre sole settimane per cominciare a lavorare con suo padre nell'etichetta discografica Som Livre.
Nel 1980 ritornò a Rio de Janeiro, dove si unì al gruppo teatrale Asdrúbal Trouxe o Trombone. In quell' occasione ebbe l'opportunità di conoscere il cantautore Léo Jaime che lo presentò a una band in cerca di un cantante: i Barão Vermelho. Con questa formazione Cazuza cominciò la sua carriera di cantante e autore. 
Nel 1984 esordì come attore cinematografico partecipando al film Bete Balanço, nel quale tra l'altro cantò il brano omonimo.
Nel 1985 con i Barão Vermelho prese parte alla manifestazione Rock in Rio, uno dei più importanti festival musicali del continente sudamericano: fu allora che Caetano Veloso definì Cazuza il più grande poeta della sua generazione. Nello stesso anno Cazuza scoprì di aver contratto il virus dell'HIV e poco dopo lasciò la band per aver la possibilità di comporre ed esprimersi, musicalmente e poeticamente, nel modo più autonomo e libero possibile. Il suo stato di salute in breve tempo si aggravò ma ciò non gli impedì di svolgere un piccolo ruolo nel film Um Trem para as Estrelas. Cazuza scomparve il 7 luglio 1990, a causa di complicazioni della malattia.
Nella sua carriera da solista registrò solamente cinque dischi, ma lasciando più di 222 brani, 78 dei quali inediti, 34 per altri interpreti. Un sesto disco fu pubblicato postumo.

## Vita privata
Negli anni '80 fu brevemente fidanzato con l'attrice Denise Dumont. Tra gli uomini cui è stato sentimentalmente legato il più celebre è Ney Matogrosso, ma i due non hanno mai convissuto.

## Nei media
- La sua vita è narrata nel film Cazuza: O tempo não para del regista Walter Carvalho. A dar volto al cantante è Daniel de Oliveira.

## Omaggi
- Damiano David ha cantato il brano The Loneliest in un concerto a Rio De Janeiro nel 2022 per rendere omaggio a Cazuza. [2]

## Discografia

### Con i Barão Vermelho
- Barão Vermelho (1982)
- Barão Vermelho 2 (1983)
- Bete Balanço (1984) (colonna sonora)
- Maior Abandonado (1984)
- Barão Vermelho Ao Vivo (1992; registrato nel 1985 in occasione della prima edizione del festival Rock in Rio)

### Solista
- Exagerado (1985)
- Só se for a dois (1987)
- Ideologia (1988)
- O tempo não para (1988)
- Burguesia (1989)
- Por aí (1991, postumo)

## Filmografia
- Bete Balanço (1984)
- Um Trem para as Estrelas (1987)